# Rancid (álbum de 1993)
Rancid é o álbum de estreia da banda homónima, lançado a 10 de Maio de 1993. O primeiro teledisco feito pela banda foi o da canção "Hyena", presente neste álbum.
| Críticas profissionais                                                      | Críticas profissionais |
| Avaliações da crítica                                                       | Avaliações da crítica  |
| Fonte                                                                       | Avaliação              |
| --------------------------------------------------------------------------- | ---------------------- |
| allmusic                                                                    | [ 3 ]                  |
| Robert Christgau                                                            | (Sem Nota)             |
| Esta tabela precisa de ser acompanhada por texto em prosa. Consulte o guia. |                        |

## Faixas
Todas as faixas por Tim Armstrong e Matt Freeman, exceto onde anotado.
1. "Adina" – 1:40
2. "Hyena" – 2:55
3. "Detroit" – 2:24
4. "Rats in the Hallway" – 2:22
5. "Another Night" – 1:53
6. "Animosity" – 2:25
7. "Outta My Mind" (Tim Armstrong, Eric Dinn, Matt Freeman) – 2:23
8. "Whirlwind" – 2:15
9. "Rejected" – 2:12
10. "Injury" – 2:06
11. "The Bottle" – 2:05
12. "Trenches" – 2:04
13. "Holiday Sunrise" – 1:46
14. "Unwritten Rules" – 1:42
15. "Union Blood" (Faixas escondida) – 2:04
16. "Get Out of My Way" (Eric Dinn, Eric Raider) – 1:59

## Créditos
- Tim Armstrong – Vocal, guitarra
- Matt Freeman – Vocal, baixo
- Brett Reed – Bateria, vocal de apoio
- Jeff Abarta - Vocal de apoio
- Jay Bentley - Vocal de apoio
- Brett Gurewitz - Vocal de apoio